# NXT TakeOver: XXV
NXT TakeOver: XXV was een professionele worstelshow en WWE Network evenement dat georganiseerd werd door WWE voor hun NXT brand. De naam van het evenement wordt vernoemd naar de 25ste editie van NXT TakeOver en vond plaats op 1 juni 2019 in het Webster Bank Arena in Bridgeport, Connecticut.

## Matches
| Nr. | Match | Winnaar(s)          | Opmerkingen                                                                | Bron  |
| --- | --- | ------------------- | -------------------------------------------------------------------------- | ----- |
| 1N  | Keith Lee vs. Kona Reeves | Keith Lee           | Een-op-een match. Vooraf opgenomen voor een toekomende aflevering van NXT. | [ 2 ] |
| 2N  | Mia Yim vs. Bianca Belair | Mia Yim             | Een-op-een match. Vooraf opgenomen voor een toekomende aflevering van NXT. | [ 2 ] |
| 3   | Matt Riddle vs. Roderick Strong | Matt Riddle         | Een-op-een match.                                                          | [ 3 ] |
| 4   | Street Profits (Angelo Dawkins & Montez Ford) vs. Oney Lorcan & Danny Burch vs. The Undisputed Era (Kyle O'Reilly & Bobby Fish) vs. The Forgotten Sons (Wesley Blake & Steve Cutler) | Street Profits (nc) | Ladder match voor het vacante NXT Tag Team Championship.                   | [ 3 ] |
| 5   | Velveteen Dream (c) vs. Tyler Breeze | Velveteen Dream     | Een-op-een voor het NXT North American Championship.                       | [ 3 ] |
| 6   | Shayna Baszler (c) vs. Io Shirai | Shayna Baszler      | Een-op-een voor het NXT Women's Championship. Baszler won door submission. | [ 3 ] |
| 7   | Adam Cole vs. Johnny Gargano (c) | Adam Cole (nc)      | Een-op-een voor het NXT Championship.                                      | [ 3 ] |